# راحت فتح علي خان
راحت نصرت فاتح علي خان (بالإنجليزية: Rahat Nusrat Fateh Ali Khan)‏ مطرب باكستاني شهير من مواليد (1974)، ولد في فيصل آباد في إقليم البنجاب الباكستاني. اشتهر بغناء القوالي وهي موسيقى صوفية تعبدية إسلامية، وهو ابن شقيق الأستاذ نصرت فتح علي خان كما أنه يشتهر كمغني playback في أفلام بوليوود.

## النشأة
ولد راحت في عام 1974 في فيصل آباد، البنجاب، باكستان لعائلة من الموسيقيين التقليديين. والده هو فاروق فتح علي خان وهو أيضا عازف ومغني قوالي. تدرب راهت على يد عمه نصرت فتح علي خان الموسيقى الكلاسيكية و القوالي، حيث كان أول أداء له وهو في سن العاشرة حيث قام بالغناء مع عمه نصرت.

## روابط خارجية
- راحت فتح علي خان على موقع IMDb (الإنجليزية)
- راحت فتح علي خان على موقع ميوزك برينز (الإنجليزية)
- راحت فتح علي خان على موقع ديسكوغز (الإنجليزية)